# Rajd Costa Smeralda 1989
Rajd Costa Smeralda 1989 (12. Rally Costa Smeralda) – 12 edycja rajdu samochodowego Rajd Costa Smeralda rozgrywanego we Włoszech. Rozgrywany był od 12 do 14 kwietnia 1989 roku. Była to dziesiąta runda Rajdowych Mistrzostw Europy w roku 1989 (rajd miał najwyższy współczynnik - 20) oraz trzecia runda Rajdowych Mistrzostw Włoch.

## Klasyfikacja rajdu
| Miejsce                      | Kierowca                     | Pilot                        | Samochód                     | Czas                         | Strata                       |                              |
| Klasyfikacja generalna i ERC | Klasyfikacja generalna i ERC | Klasyfikacja generalna i ERC | Klasyfikacja generalna i ERC | Klasyfikacja generalna i ERC | Klasyfikacja generalna i ERC | Klasyfikacja generalna i ERC |
| ---------------------------- | ---------------------------- | ---------------------------- | ---------------------------- | ---------------------------- | ---------------------------- | ---------------------------- |
| 1.                           | Dario Cerrato                | Giuseppe Cerri               | Lancia Delta Integrale       | 4:48:51                      | 0.0                          |                              |
| 2.                           | Fabrizio Tabaton             | Luciano Tedeschini           | Lancia Delta Integrale       | 4:55:45                      | +6:54                        |                              |
| 3.                           | Ronald Holzer                | Klaus Wendel                 | Lancia Delta Integrale       | 5:00:33                      | +11:42                       |                              |
| 4.                           | Gabriele Noberasco           | Massimiliano Cerrai          | Lancia Delta Integrale       | 5:02:29                      | +13:38                       |                              |
| 5.                           | Fabio Arletti                | Leonardo Julli               | Lancia Delta Integrale       | 5:04:03                      | +15:12                       |                              |
| 6.                           | Paola De Martini             | Umberta Gibellini            | Audi 90 Quattro              | 5:10:20                      | +21:29                       |                              |
| 7.                           | Luca Vicario                 | Flavio Zanella               | Lancia Delta Integrale       | 5:24:05                      | +35:14                       |                              |
| 8.                           | Romeo Deila                  | Claudio Giachino             | Lancia Delta Integrale       | 5:25:13                      | +36:22                       |                              |
| 9.                           | Michele Gregis               | Fabio Ciceri                 | Lancia Delta Integrale       | 5:25:37                      | +36:46                       |                              |
| 10.                          | Vittorio Carlino             | Nicolò Imperio               | Lancia Delta Integrale       | 5:29:05                      | +40:14                       |                              |